# قائمة انتقالات كرة القدم البحرينية شتاء 2023
هذه قائمة انتقالات كرة القدم البحرينية في نافذة الانتقالات الشنوية 2023 حسب النادي. تم تضمين الأندية في الدوري البحريني الممتاز 2022-23.

## الدوري البحريني الممتاز

### الرفاع
| الرقم | البلد   | المركز | اللاعب                               |
| ----- | ------- | ------ | ------------------------------------ |
|       | صربيا   | مدافع  | لازار دجوردجيفيتش (من رادنيتشكي نيش) |
|       | الأردن  | وسط    | أمين الشناينة (من الفيصلي (إعارة))   |
|       | الأردن  | مدافع  | عصام سميري (من سحاب)                 |
|       | روسيا   | مهاجم  | أرتيوم سيرديوك (من الأهلي)           |
|       | إسبانيا | وسط    | ماورو برافو (من إيرودوتيس)           |

| الرقم | البلد   | المركز | اللاعب                               |
| ----- | ------- | ------ | ------------------------------------ |
|       | صربيا   | مدافع  | لازار دجوردجيفيتش (من رادنيتشكي نيش) |
|       | الأردن  | وسط    | أمين الشناينة (من الفيصلي (إعارة))   |
|       | الأردن  | مدافع  | عصام سميري (من سحاب)                 |
|       | روسيا   | مهاجم  | أرتيوم سيرديوك (من الأهلي)           |
|       | إسبانيا | وسط    | ماورو برافو (من إيرودوتيس)           |

| الرقم | البلد      | المركز | اللاعب                                |
| ----- | ---------- | ------ | ------------------------------------- |
|       | سوريا      | مدافع  | مؤيد العجان (إلى الرفاع الشرقي)       |
|       | سلطنة عمان | وسط    | عمر المالكي (إلى النهضة)              |
|       | تونس       | وسط    | جاسم الحمدوني (إلى البنزرتي)          |
|       | البحرين    | وسط    | عباس العصفور (إلى الأهلي (إعارة))     |
|       | الأردن     | مدافع  | عصام سميري (إلى الحد)                 |
|       | البحرين    | وسط    | محمد مرهون (إلى الكويت)               |
|       | البحرين    | مهاجم  | سلمان عبد الله (إلى المالكية (إعارة)) |
|       | البحرين    | مدافع  | عبد الرحمن العبيدلي (إلى المالكية)    |

| الرقم | البلد      | المركز | اللاعب                                |
| ----- | ---------- | ------ | ------------------------------------- |
|       | سوريا      | مدافع  | مؤيد العجان (إلى الرفاع الشرقي)       |
|       | سلطنة عمان | وسط    | عمر المالكي (إلى النهضة)              |
|       | تونس       | وسط    | جاسم الحمدوني (إلى البنزرتي)          |
|       | البحرين    | وسط    | عباس العصفور (إلى الأهلي (إعارة))     |
|       | الأردن     | مدافع  | عصام سميري (إلى الحد)                 |
|       | البحرين    | وسط    | محمد مرهون (إلى الكويت)               |
|       | البحرين    | مهاجم  | سلمان عبد الله (إلى المالكية (إعارة)) |
|       | البحرين    | مدافع  | عبد الرحمن العبيدلي (إلى المالكية)    |

### المنامة
| الرقم | البلد | المركز | اللاعب                   |
| ----- | ----- | ------ | ------------------------ |
|       | سوريا | وسط    | كامل كواية (من أهلي حلب) |

| الرقم | البلد | المركز | اللاعب                   |
| ----- | ----- | ------ | ------------------------ |
|       | سوريا | وسط    | كامل كواية (من أهلي حلب) |

| الرقم | البلد | المركز | اللاعب                  |
| ----- | ----- | ------ | ----------------------- |
|       | ليبيا | وسط    | معتصم إسكندر (إلى سترة) |

| الرقم | البلد | المركز | اللاعب                  |
| ----- | ----- | ------ | ----------------------- |
|       | ليبيا | وسط    | معتصم إسكندر (إلى سترة) |

### الخالدية
| الرقم | البلد    | المركز | اللاعب                              |
| ----- | -------- | ------ | ----------------------------------- |
|       | سوريا    | وسط    | محمد عنز (من الزوراء)               |
|       | البرازيل | وسط    | لويز فرناندو (من الرفاع الشرقي)     |
|       | السنغال  | مدافع  | باكاري كوليبالي (من الرمثا (إعارة)) |

| الرقم | البلد    | المركز | اللاعب                              |
| ----- | -------- | ------ | ----------------------------------- |
|       | سوريا    | وسط    | محمد عنز (من الزوراء)               |
|       | البرازيل | وسط    | لويز فرناندو (من الرفاع الشرقي)     |
|       | السنغال  | مدافع  | باكاري كوليبالي (من الرمثا (إعارة)) |

| الرقم | البلد    | المركز | اللاعب                                 |
| ----- | -------- | ------ | -------------------------------------- |
|       | نيجيريا  | وسط    | برينس أغريه (إلى الرفاع الشرقي)        |
|       | البحرين  | حارس   | سيد محسن علي (إلى بوري (إعارة))        |
|       | البرازيل | وسط    | رافاييل أسيس (إلى النجمة)              |
|       | المغرب   | مهاجم  | سليم أكعابا (إلى أم الحصم (إعارة))     |
|       | فنزويلا  | مهاجم  | غيلمين ريفاس (إلى ديبورتيفو لا غوايرا) |

| الرقم | البلد    | المركز | اللاعب                                 |
| ----- | -------- | ------ | -------------------------------------- |
|       | نيجيريا  | وسط    | برينس أغريه (إلى الرفاع الشرقي)        |
|       | البحرين  | حارس   | سيد محسن علي (إلى بوري (إعارة))        |
|       | البرازيل | وسط    | رافاييل أسيس (إلى النجمة)              |
|       | المغرب   | مهاجم  | سليم أكعابا (إلى أم الحصم (إعارة))     |
|       | فنزويلا  | مهاجم  | غيلمين ريفاس (إلى ديبورتيفو لا غوايرا) |

### المحرق
| الرقم | البلد    | المركز | اللاعب                               |
| ----- | -------- | ------ | ------------------------------------ |
|       | كولومبيا | وسط    | فيكتور أربوليدا (من ديبورتيفو باستو) |
|       | نيجيريا  | وسط    | فارس محفوظ (أكاديمية طموح)           |
|       | نيجيريا  | وسط    | حسن محمد (أكاديمية طموح)             |
|       | نيجيريا  | وسط    | إبراهيم محمد (أكاديمية طموح)         |
|       | نيجيريا  | وسط    | مازن نسيب (أكاديمية طموح)            |

| الرقم | البلد    | المركز | اللاعب                               |
| ----- | -------- | ------ | ------------------------------------ |
|       | كولومبيا | وسط    | فيكتور أربوليدا (من ديبورتيفو باستو) |
|       | نيجيريا  | وسط    | فارس محفوظ (أكاديمية طموح)           |
|       | نيجيريا  | وسط    | حسن محمد (أكاديمية طموح)             |
|       | نيجيريا  | وسط    | إبراهيم محمد (أكاديمية طموح)         |
|       | نيجيريا  | وسط    | مازن نسيب (أكاديمية طموح)            |

| الرقم | البلد    | المركز | اللاعب                    |
| ----- | -------- | ------ | ------------------------- |
|       | البرازيل | وسط    | فابيو غاما (إلى البسيتين) |
|       | البحرين  | وسط    | أحمد سند (إلى البحرين)    |

| الرقم | البلد    | المركز | اللاعب                    |
| ----- | -------- | ------ | ------------------------- |
|       | البرازيل | وسط    | فابيو غاما (إلى البسيتين) |
|       | البحرين  | وسط    | أحمد سند (إلى البحرين)    |

### الحالة
| الرقم | البلد | المركز | اللاعب                      |
| ----- | ----- | ------ | --------------------------- |
|       | مالي  | مهاجم  | أمارا باغايوكو (من نواذيبو) |

| الرقم | البلد | المركز | اللاعب                      |
| ----- | ----- | ------ | --------------------------- |
|       | مالي  | مهاجم  | أمارا باغايوكو (من نواذيبو) |

| الرقم | البلد | المركز | اللاعب |
| ----- | ----- | ------ | ------ |

| الرقم | البلد | المركز | اللاعب |
| ----- | ----- | ------ | ------ |

### الرفاع الشرقي
| الرقم | البلد    | المركز | اللاعب                          |
| ----- | -------- | ------ | ------------------------------- |
|       | البرازيل | مهاجم  | فلافيو كاريوكا (من فاليتا)      |
|       | البرازيل | مهاجم  | يوري ميسياس (من تيامو هيراكاتا) |
|       | نيجيريا  | وسط    | أوغينيي أونازي (من كاسيرتانا)   |
|       | سوريا    | مدافع  | مؤيد العجان (من الرفاع)         |
|       | نيجيريا  | وسط    | برينس أغريه (من الخالدية)       |

| الرقم | البلد    | المركز | اللاعب                          |
| ----- | -------- | ------ | ------------------------------- |
|       | البرازيل | مهاجم  | فلافيو كاريوكا (من فاليتا)      |
|       | البرازيل | مهاجم  | يوري ميسياس (من تيامو هيراكاتا) |
|       | نيجيريا  | وسط    | أوغينيي أونازي (من كاسيرتانا)   |
|       | سوريا    | مدافع  | مؤيد العجان (من الرفاع)         |
|       | نيجيريا  | وسط    | برينس أغريه (من الخالدية)       |

| الرقم | البلد    | المركز | اللاعب                                |
| ----- | -------- | ------ | ------------------------------------- |
|       | البحرين  | مهاجم  | فيصل بودهوم (إلى عالي)                |
|       | البحرين  | مدافع  | أحمد عبد النبي (إلى عالي)             |
|       | البحرين  | مدافع  | علي ضياء (إلى عالي)                   |
|       | البحرين  | مدافع  | خليل سلمان                            |
|       | البحرين  | وسط    | عبد العزيز الشيخ (إلى البديع (إعارة)) |
|       | البحرين  | حارس   | حمد الدوسري (إلى الشباب)              |
|       | البحرين  | مدافع  | أحمد ضياء (إلى البديع (إعارة))        |
|       | البحرين  | مدافع  | مصعب عمر (إلى البحرين)                |
|       | البحرين  | وسط    | أحمد راشد (إلى البحرين)               |
|       | البرازيل | وسط    | لويز فرناندو (إلى الخالدية)           |

| الرقم | البلد    | المركز | اللاعب                                |
| ----- | -------- | ------ | ------------------------------------- |
|       | البحرين  | مهاجم  | فيصل بودهوم (إلى عالي)                |
|       | البحرين  | مدافع  | أحمد عبد النبي (إلى عالي)             |
|       | البحرين  | مدافع  | علي ضياء (إلى عالي)                   |
|       | البحرين  | مدافع  | خليل سلمان                            |
|       | البحرين  | وسط    | عبد العزيز الشيخ (إلى البديع (إعارة)) |
|       | البحرين  | حارس   | حمد الدوسري (إلى الشباب)              |
|       | البحرين  | مدافع  | أحمد ضياء (إلى البديع (إعارة))        |
|       | البحرين  | مدافع  | مصعب عمر (إلى البحرين)                |
|       | البحرين  | وسط    | أحمد راشد (إلى البحرين)               |
|       | البرازيل | وسط    | لويز فرناندو (إلى الخالدية)           |

### الأهلي
| الرقم | البلد    | المركز | اللاعب                           |
| ----- | -------- | ------ | -------------------------------- |
|       | البحرين  | مدافع  | أحمد جمعة (من الحد)              |
|       | البحرين  | وسط    | عباس العصفور (من الرفاع (إعارة)) |
|       | البحرين  | مدافع  | سيد محمد أمين (من سترة)          |
|       | البرازيل | وسط    | ماركولينو (من ديسترويرس)         |

| الرقم | البلد    | المركز | اللاعب                           |
| ----- | -------- | ------ | -------------------------------- |
|       | البحرين  | مدافع  | أحمد جمعة (من الحد)              |
|       | البحرين  | وسط    | عباس العصفور (من الرفاع (إعارة)) |
|       | البحرين  | مدافع  | سيد محمد أمين (من سترة)          |
|       | البرازيل | وسط    | ماركولينو (من ديسترويرس)         |

| الرقم | البلد | المركز | اللاعب                      |
| ----- | ----- | ------ | --------------------------- |
|       | روسيا | مهاجم  | أرتيوم سيرديوك (إلى الرفاع) |

| الرقم | البلد | المركز | اللاعب                      |
| ----- | ----- | ------ | --------------------------- |
|       | روسيا | مهاجم  | أرتيوم سيرديوك (إلى الرفاع) |

### البديع
| الرقم | البلد     | المركز | اللاعب                                      |
| ----- | --------- | ------ | ------------------------------------------- |
|       | السنغال   | وسط    | أوغوست مالو (بدون نادي)                     |
|       | تونس      | مدافع  | الطيب بن زيتون (من البنزرتي)                |
|       | موريتانيا | وسط    | سيدو باري (من نواكشوط كينغ)                 |
|       | البحرين   | وسط    | عبد العزيز الشيخ (من الرفاع الشرقي (إعارة)) |
|       | نيجيريا   | وسط    | عثمان ساكي                                  |
|       | البحرين   | وسط    | يوسف الدوسري (من الرمس)                     |
|       | البحرين   | مدافع  | أحمد ضياء (من الرفاع الشرقي (إعارة))        |
|       | البحرين   | وسط    | عبد الرحمن علي (من البحرين)                 |
|       | غانا      | مهاجم  | فريدريك أتشيمبونغ (من ترولهتان)             |
|       | الأردن    | وسط    | أحمد طنوس (من الوحدات (إعارة))              |

| الرقم | البلد     | المركز | اللاعب                                      |
| ----- | --------- | ------ | ------------------------------------------- |
|       | السنغال   | وسط    | أوغوست مالو (بدون نادي)                     |
|       | تونس      | مدافع  | الطيب بن زيتون (من البنزرتي)                |
|       | موريتانيا | وسط    | سيدو باري (من نواكشوط كينغ)                 |
|       | البحرين   | وسط    | عبد العزيز الشيخ (من الرفاع الشرقي (إعارة)) |
|       | نيجيريا   | وسط    | عثمان ساكي                                  |
|       | البحرين   | وسط    | يوسف الدوسري (من الرمس)                     |
|       | البحرين   | مدافع  | أحمد ضياء (من الرفاع الشرقي (إعارة))        |
|       | البحرين   | وسط    | عبد الرحمن علي (من البحرين)                 |
|       | غانا      | مهاجم  | فريدريك أتشيمبونغ (من ترولهتان)             |
|       | الأردن    | وسط    | أحمد طنوس (من الوحدات (إعارة))              |

| الرقم | البلد    | المركز | اللاعب                 |
| ----- | -------- | ------ | ---------------------- |
|       | البرازيل | مدافع  | والتر غيماريش          |
|       | البرازيل | مدافع  | أيلتون جونيور (اعتزال) |

| الرقم | البلد    | المركز | اللاعب                 |
| ----- | -------- | ------ | ---------------------- |
|       | البرازيل | مدافع  | والتر غيماريش          |
|       | البرازيل | مدافع  | أيلتون جونيور (اعتزال) |

### الحد
| الرقم | البلد      | المركز | اللاعب                 |
| ----- | ---------- | ------ | ---------------------- |
|       | الأردن     | مدافع  | طلال الحواري (من معان) |
|       | ساحل العاج | وسط    | إيتون جوب (من البحرين) |
|       | الأردن     | مدافع  | عصام سميري (من الرفاع) |

| الرقم | البلد      | المركز | اللاعب                 |
| ----- | ---------- | ------ | ---------------------- |
|       | الأردن     | مدافع  | طلال الحواري (من معان) |
|       | ساحل العاج | وسط    | إيتون جوب (من البحرين) |
|       | الأردن     | مدافع  | عصام سميري (من الرفاع) |

| الرقم | البلد       | المركز | اللاعب                 |
| ----- | ----------- | ------ | ---------------------- |
|       | دولة فلسطين | مهاجم  | فادي زيدان (إلى زيتسو) |
|       | البحرين     | مدافع  | أحمد جمعة (إلى الأهلي) |

| الرقم | البلد       | المركز | اللاعب                 |
| ----- | ----------- | ------ | ---------------------- |
|       | دولة فلسطين | مهاجم  | فادي زيدان (إلى زيتسو) |
|       | البحرين     | مدافع  | أحمد جمعة (إلى الأهلي) |

### الشباب
| الرقم | البلد   | المركز | اللاعب                         |
| ----- | ------- | ------ | ------------------------------ |
|       | الأردن  | مهاجم  | فارس غطاشة (من الحسين)         |
|       | البحرين | حارس   | حمد الدوسري (من الرفاع الشرقي) |

| الرقم | البلد   | المركز | اللاعب                         |
| ----- | ------- | ------ | ------------------------------ |
|       | الأردن  | مهاجم  | فارس غطاشة (من الحسين)         |
|       | البحرين | حارس   | حمد الدوسري (من الرفاع الشرقي) |

| الرقم | البلد   | المركز | اللاعب                  |
| ----- | ------- | ------ | ----------------------- |
|       | البحرين | وسط    | علي نبيل (إلى عالي)     |
|       | البحرين | وسط    | محمود البناء (إلى بوري) |

| الرقم | البلد   | المركز | اللاعب                  |
| ----- | ------- | ------ | ----------------------- |
|       | البحرين | وسط    | علي نبيل (إلى عالي)     |
|       | البحرين | وسط    | محمود البناء (إلى بوري) |

### البحرين
| الرقم | البلد   | المركز | اللاعب                       |
| ----- | ------- | ------ | ---------------------------- |
|       | مصر     | وسط    | محمد شريف (من الإسماعيلي)    |
|       | البحرين | وسط    | أحمد راشد (من الرفاع الشرقي) |
|       | البحرين | مدافع  | مصعب عمر (من الرفاع الشرقي)  |
|       | البحرين | وسط    | أحمد سند (من المحرق (إعارة)) |
|       | المغرب  | مهاجم  | حمزة صنهاجي (من الزوراء)     |

| الرقم | البلد   | المركز | اللاعب                       |
| ----- | ------- | ------ | ---------------------------- |
|       | مصر     | وسط    | محمد شريف (من الإسماعيلي)    |
|       | البحرين | وسط    | أحمد راشد (من الرفاع الشرقي) |
|       | البحرين | مدافع  | مصعب عمر (من الرفاع الشرقي)  |
|       | البحرين | وسط    | أحمد سند (من المحرق (إعارة)) |
|       | المغرب  | مهاجم  | حمزة صنهاجي (من الزوراء)     |

| الرقم | البلد      | المركز | اللاعب                      |
| ----- | ---------- | ------ | --------------------------- |
|       | ساحل العاج | وسط    | إيتون جوب (إلى الحد)        |
|       | البحرين    | وسط    | عبد الرحمن علي (إلى البديع) |

| الرقم | البلد      | المركز | اللاعب                      |
| ----- | ---------- | ------ | --------------------------- |
|       | ساحل العاج | وسط    | إيتون جوب (إلى الحد)        |
|       | البحرين    | وسط    | عبد الرحمن علي (إلى البديع) |

### سترة
| الرقم | البلد | المركز | اللاعب                    |
| ----- | ----- | ------ | ------------------------- |
|       | ليبيا | وسط    | معتصم إسكندر (من المنامة) |

| الرقم | البلد | المركز | اللاعب                    |
| ----- | ----- | ------ | ------------------------- |
|       | ليبيا | وسط    | معتصم إسكندر (من المنامة) |

| الرقم | البلد   | المركز | اللاعب                     |
| ----- | ------- | ------ | -------------------------- |
|       | البحرين | مدافع  | سيد محمد أمين (إلى الأهلي) |

| الرقم | البلد   | المركز | اللاعب                     |
| ----- | ------- | ------ | -------------------------- |
|       | البحرين | مدافع  | سيد محمد أمين (إلى الأهلي) |